# Kutsevella
Kutsevella es un género de foraminífero bentónico de la subfamilia Ammomarginulininae, de la familia Lituolidae, de la superfamilia Lituoloidea, del suborden Lituolina y del orden Lituolida. Su especie tipo es Ammobaculites labythnangensis. Su rango cronoestratigráfico abarca desde el Jurásico superior hasta el Eoceno.

## Discusión
Clasificaciones previas incluían Kutsevella en el suborden Textulariina del orden Textulariida, o en el orden Lituolida sin diferenciar el suborden Lituolina.

## Clasificación
Kutsevella incluye a las siguientes especies:
- Kutsevella antiqua †
- Kutsevella calloviensis †
- Kutsevella instabile †
- Kutsevella kurbatovi †
- Kutsevella labythnangensis †
- Kutsevella petaloidea †
- Kutsevella restricta †
- Kutsevella sixtelae †
- Kutsevella spilota †

Otra especie considerada en Kutsevella es:
- Kutsevella evoluta †, de posición genérica incierta